# JTBC 뉴스 9
《JTBC 뉴스 9》은 평일 밤 9시에 방송되었던 대한민국의 종합편성채널 JTBC의 메인 뉴스 프로그램이다. 2011년 12월 1일부터 2012년 11월 4일까지는 JTBC 뉴스 10이라는 이름으로 밤 10시에 방송되었으며 2014년 9월 22일부터는 JTBC 주말뉴스와 통합되어 현재의 JTBC 뉴스룸으로 개편되었다.

## 역사
2011년 12월 1일 개국과 함께 2012년 11월 2일까지 <JTBC 뉴스 10>이라는 제목으로 평일 밤 10시에 방송되었으며, 초대 앵커로 2000년대 초반 KNN(당시 PSB)의 메인뉴스 KNN 뉴스아이를 진행했던 전용우 앵커와 미스코리아 출신의 차예린 앵커를 기용했다.
이후 2012년 11월 5일 MBC 뉴스데스크의 시간대 이동과 맞물려 밤 9시로 시간대를 옮기며 제목을 <JTBC 뉴스 9>으로 변경했고, 같은 해 12월 11일부터는 전영기 중앙일보 논설위원과 황남희 아나운서를 새 앵커로 투입했다. 2013년 5월 손석희 성신여자대학교 교수가 JTBC 보도부문 사장으로 영입된 후 그 해 9월 16일부터 메인 앵커를 맡았는데, 개편 첫 날 프랑스 유명 신문사 르 몽드를 창간한 위베르 뵈브메리의 "진실을, 모든 진실을, 오직 진실만을 다루겠다."는 말을 인용하며 오프닝 멘트를 시작했다.

## 앵커

### 매일[2]
| 대수 | 진행자         | 진행 기간                          |
| ---- | -------------- | ---------------------------------- |
| 1대  | 전용우, 차예린 | 2011년 12월 1일 ~ 2012년 12월 10일 |
| 2대  | 전영기, 황남희 | 2012년 12월 11일 ~ 2013년 9월 15일 |
| 3대  | 손석희, 김소현 | 2013년 9월 16일 ~ 2014년 9월 21일  |

## 타이틀 변천사
| 기수 | 타이틀                            | 방송 기간                         |
| ---- | --------------------------------- | --------------------------------- |
| 1기  | JTBC 뉴스 10 JTBC 주말뉴스 (주말) | 2011년 12월 1일 ~ 2012년 11월 4일 |
| 2기  | JTBC 뉴스 9 JTBC 주말뉴스 (주말)  | 2012년 11월 5일 ~ 2014년 9월 21일 |
| 3기  | JTBC 뉴스룸                       | 2014년 9월 22일 ~ 현재            |

## 시보 광고
- 현대자동차

## 같이 보기
- KBS 뉴스 9 (KBS 1TV)
- EBS 저녁뉴스 (EBS 1TV)
- MBC 뉴스데스크 (MBC TV)
- SBS 8 뉴스 (SBS TV)
- OBS 뉴스중심 (OBS경인TV)
- MBN 종합뉴스 (MBN)
- TV조선 뉴스 9 (TV조선)
- TV조선 뉴스 7 (TV조선)
- JTBC 뉴스룸 (JTBC)
- 뉴스A (채널A)
- YTN 뉴스나이트 (YTN)
- YTN 뉴스와이드 (2150) (YTN)
- 뉴스투나잇 (연합뉴스TV)